# E.T., l'extra-terrestre
Pour les articles homonymes, voir E.T. l'extra-terrestre (homonymie).
Pour plus de détails, voir Fiche technique et Distribution.
E.T., l'extra-terrestre (ou E.T. l'extraterrestre au Québec) (prononcé [i.ti], comme la prononciation en anglais) est un film de science-fiction américain réalisé par Steven Spielberg et sorti en 1982.
Le film raconte l'histoire d'Elliott, un petit garçon solitaire qui se lie d'amitié avec un extraterrestre abandonné sur Terre. Avec son frère et sa sœur, Elliott va le recueillir puis l'aider à reprendre contact avec ses congénères, tout en essayant de le garder caché de leur mère et du gouvernement américain.
Sorti le 11 juin 1982 par Universal Pictures, E.T. rencontre un succès immédiat, dépassant Star Wars, épisode IV : Un nouvel espoir pour devenir le film le plus rentable de tous les temps – un record qu'il détient pendant onze ans – jusqu'à Jurassic Park, un autre film de Steven Spielberg, qui le surpasse en 1993.
Acclamé par le public et encensé par la critique, E.T. est devenu aujourd'hui un film culte des années 1980, notamment en raison d'une scène où le vélo d'Elliott s'envole dans les airs, et d'une réplique de l'extraterrestre (« E.T. téléphone maison »). Le film obtient notamment quatre Oscars en 1983. Il est réédité en 1985, puis en 2002, à l'occasion de son 20e anniversaire, avec des plans modifiés et des scènes supplémentaires.
En France, E.T. sort en avant-première lors de la cérémonie de clôture du Festival de Cannes le 26 mai 1982, avant sa sortie nationale le 1er décembre 1982.
Le film lance la carrière de l'actrice Drew Barrymore et de l'acteur Henry Thomas, qui ont respectivement 6 et 10 ans lors du tournage.
En France, E.T. fait la une du quotidien national Libération du mercredi 1er décembre 1982 en étant désigné comme L'homme de l'année.

## Synopsis
Un appareil extraterrestre vient d'atterrir en pleine nuit dans une forêt, dans les environs d'une petite ville près de Los Angeles. Ses étranges petits occupants, botanistes, envoyés sur Terre en mission d'exploration, recueillent quelques plantes. L'un d'eux s'éloigne du groupe et explore la forêt avant de découvrir, fasciné, les lumières de la ville au loin.
Mais soudain, un groupe d'hommes, des agents du gouvernement américain, débarquent en voiture et traquent la créature imprudente, qui tente alors de rejoindre ses semblables. Ces derniers, voulant éviter le contact avec les êtres humains, font décoller le vaisseau et quittent finalement la Terre en toute hâte, avant que leur congénère égaré n'ait pu les rejoindre. L'extraterrestre, désormais seul et apeuré, arrive à semer les agents dans la forêt et à se frayer un chemin vers la ville, dans un quartier résidentiel où vit une famille en crise : Mary, mère divorcée, et ses trois enfants, Michael, Elliott et Gertie.
Elliott, dix ans, se fait railler par son frère aîné, Michael, et ses amis Greg, Steve et Tyler. Sortant pour aller chercher une pizza commandée, Elliott découvre l'extraterrestre abandonné, qui s'enfuit aussitôt, effrayé. Le lendemain, malgré l'incrédulité de sa famille à qui il a raconté sa mésaventure, Elliott essaie de retrouver l'extraterrestre en l'attirant avec des bonbons laissés dans les bois, il le retrouve enfin et l'attire dans sa chambre. Avant de s'endormir, Elliott commence à communiquer avec l'extraterrestre en imitant ses gestes.
Le lendemain matin, Elliott fait semblant d'être malade pour éviter d'aller à l'école, afin de pouvoir jouer avec l'extraterrestre. L'après-midi, son frère aîné Michael et sa petite sœur Gertie découvrent à leur tour l'extraterrestre, ce qui déclenche des scènes comiques de frayeurs réciproques. Elliott, Michael et Gertie cachent à leur mère Mary la présence de la créature dans un placard. Michael et Gertie promettent à Elliott de garder secrète la présence de l'extraterrestre. Les enfants essaient ensuite de découvrir son origine. L'extraterrestre désigne le ciel, fait léviter des balles qui semblent représenter son système solaire, et démontre ses pouvoirs en faisant revivre un pot de fleurs mortes.
Le lendemain, à l'école, Elliott commence à expérimenter une connexion psychique avec l'extraterrestre resté seul à la maison. La créature explore le réfrigérateur et boit de la bière, ce qui a pour conséquence de rendre ivre Elliott en classe. Elliott libère ensuite les grenouilles dans une classe de dissection. Alors que l'extraterrestre regarde John Wayne embrasser Maureen O'Hara dans L'Homme tranquille à la télévision, cela amène Elliott à embrasser pareillement la fille de sa classe qu'il aime.

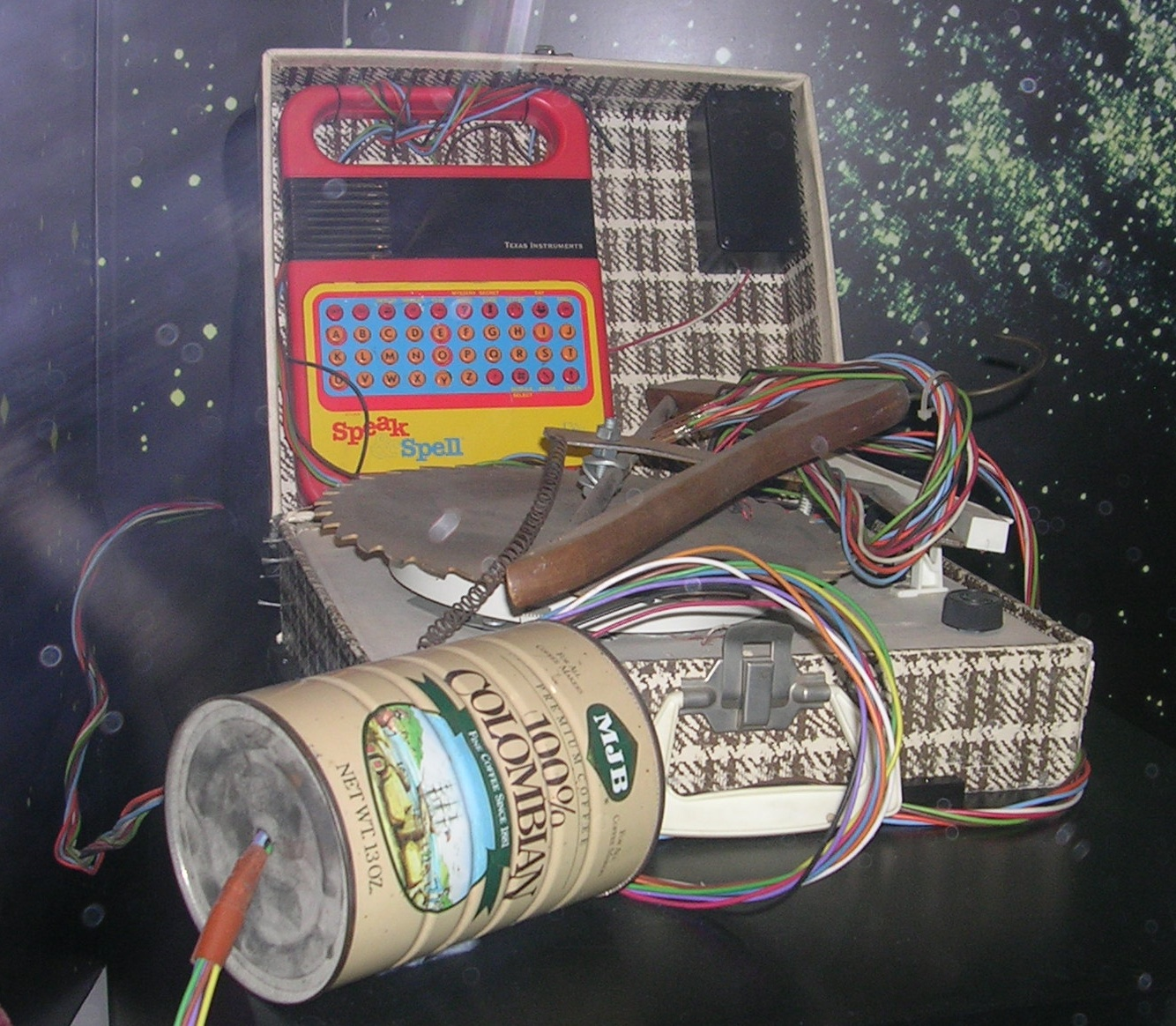
Appareil qu'utilise E.T pour communiquer avec sa planète.

Plus tard, l'extraterrestre commence à apprendre à parler en répétant ce que la petite Gertie prononce quand elle regarde à la télévision l'émission enfantine Sesame Street. Elliott le baptise « E.T. » (pour « extraterrestre »). Elliott aide E.T. à construire un appareil de communication afin d'entrer en contact avec ses semblables (E.T. prononce les mots « téléphone maison »), en utilisant des appareils électriques et quelques jouets électroniques des enfants. Michael commence à remarquer que la santé d'E.T. se détériore. Le soir d'Halloween, Michael et Elliott déguisent E.T. en fantôme afin qu'il puisse se faufiler hors de la maison et en le faisant passer pour Gertie. Elliott conduit ensuite E.T. à vélo vers la forêt – E.T. fait s'envoler le vélo dans les airs dans la nuit grâce à ses pouvoirs, scène culte du film –, où E.T. installe son appareil pour appeler ses semblables. Cependant, le lendemain matin, Elliott se réveille seul dans la forêt à côté de l'appareil, et E.T. a disparu. Elliott retourne donc seul chez lui, où sa famille, inquiète de sa disparition nocturne, a appelé la police. Michael part à son tour pour la forêt à vélo et y retrouve E.T. mourant, pendant qu'Elliott, malade, développe les mêmes symptômes que la créature. Mary prend peur lorsqu'elle découvre la maladie de son fils et l'existence de l'extraterrestre mourant dans la salle de bain. Les agents du gouvernement, qui ont fini par repérer la présence d'E.T., envahissent alors la maison.
Les scientifiques, dont un homme surnommé Keys car il porte des clés à la ceinture, créent une installation médicale dans la maison, mettant en quarantaine Elliott et E.T. Après des heures de soins, Elliott récupère et E.T. meurt, ce qui rompt le lien psychique entre le garçon et l'extraterrestre. Elliott, triste, reste un instant seul avec la créature morte, lui dit qu'il l'aime, ce qui a pour effet de faire revivre le pot de fleurs, et E.T. revient finalement à la vie, en s'exclamant « téléphone maison ! ».
Elliott comprend donc que les congénères d'E.T. ont finalement bien reçu le message et s'apprêtent à revenir sur Terre pour récupérer leur semblable. Elliott et Michael volent le camion dans lequel E.T. a été placé, et s'ensuit une course-poursuite entre le camion et la police et les scientifiques à travers la ville. Elliott, Michael et E.T. sont rejoints par Greg, Steve et Tyler, et tous s'enfuient à vélo pour se rendre dans la forêt – E.T. fait une nouvelle fois s'envoler leurs vélos dans les airs. Dans la forêt, à la tombée de la nuit, le vaisseau spatial arrive enfin, devant les yeux émerveillés d'Elliot, Michael, Greg, Steve et Tyler, rejoints par Mary, Gertie et l'agent Keys. E.T. fait ensuite ses adieux émouvants à Gertie, à Michael, et enfin à Elliott en larmes, à qui il déclare « je suis toujours là » en indiquant le front du garçon de son doigt lumineux. Puis E.T. dont le cœur est éclairé dans sa poitrine, monte enfin dans le vaisseau, avec dans ses mains le pot de fleurs ressuscitées offert par Gertie, et tous assistent avec émotion au départ de l'engin, qui disparait à jamais dans le ciel, en laissant derrière lui un arc-en-ciel.

## Fiche technique
- Titre original : E.T. the Extra-Terrestrial
- Titre français : E.T., l'extra-terrestre (en France) et[3] E.T. l'extraterrestre (au Canada)
- Réalisation : Steven Spielberg
- Scénario : Melissa Mathison
- Musique : John Williams
- Direction artistique : James D. Bissell (en)
- Décors : Jackie Carr
- Photographie : Allen Daviau
- Son : Charles L. Campbell ; Ben Burtt (créateur de la voix d'E.T.)
- Effets spéciaux : Dale Martin ; Carlo Rambaldi (créateur d'E.T.)
- Effets visuels : Dennis Muren pour Industrial Light & Magic
- Montage : Carol Littleton
- Production : Steven Spielberg, Kathleen Kennedy et Melissa Mathison
- Sociétés de production : Universal Pictures et Amblin Entertainment
- Société de distribution : Universal Pictures
- Budget : 10 500 000 $[4],[5]
- Pays de production :  États-Unis
- Langue originale : anglais
- Format : couleurs (Deluxe - Technicolor) - 35 mm (Panavision) - 1,85:1 - Son stéréo Dolby
- Genre : science-fiction
- Durée : 115 minutes
- Dates de sortie[6] :
  - France : 26 mai 1982 (première mondiale au festival de Cannes), 1er décembre 1982 (sortie nationale)
  - États-Unis : 10 juin 1982 (première à Los Angeles), 11 juin 1982[7] (sortie nationale)

## Distribution
Légende : 1er doublage (1982) / 2e nouveau doublage (2002)
Note : dans le 1er doublage, « E.T. » est prononcé à la française.
- Pat Welsh (VF : Marie Francey / Perrette Pradier) : E.T. l'extra-terrestre (voix)
- Henry Thomas (VF : Damien Boisseau / Olivier Martret) : Elliott
- Robert MacNaughton (VF : Franck Baugin / Tony Marot) : Michael
- Drew Barrymore (VF : Fabienne Godet / Anna Fouché) : Gertie
- Dee Wallace (VF : Arlette Thomas / Catherine Favier) : Mary
- Peter Coyote (VF : Pierre Hatet / Patrick Béthune) : l'homme aux clés (« Keys » en VO)
- K.C. Martel (VF : ? / Kelyan Blanc) : Greg
- Sean Frye (en) : Steve
- C. Thomas Howell : Tyler
- Erika Eleniak : la jolie fille
- David M. O'Dell : un écolier
- Richard Swingler (VF : ? / Pascal Germain): le professeur de sciences
- Frank Toth : un policier

## Production

### Préproduction et sources d'inspiration
À l'origine, Steven Spielberg avait prévu de faire un film plus noir avec des extraterrestres qui terrorisent une famille dans sa maison. Il réutilisera cette idée, mais dans un autre contexte, en produisant en 1982 Poltergeist de Tobe Hooper.
Sur le tournage du film Rencontres du troisième type, le réalisateur français François Truffaut qui jouait dans ce film aurait conseillé à Steven Spielberg de réaliser un film dont des enfants seraient les héros[réf. nécessaire]. Cela aurait été une des inspirations pour le réalisateur américain.[réf. souhaitée]
Pour le scénario du film E.T., l'extra-terrestre, l'écrivaine française Yvette de Fonclare révèle qu'elle a découvert avec surprise le récit de son propre roman L'Enfant des étoiles écrit en 1979 et qui relate la rencontre entre des enfants et un jeune extraterrestre perdu sur la Terre. En février 1981, Yvette de Fonclare avait envoyé son manuscrit à la société The Walt Disney Company dans l'espoir de voir naître un film d'après son œuvre. La scénariste du film E.T., l'extra-terrestre, Melissa Mathison, travaillait à l'époque chez Walt Disney Company quand Yvette de Fonclare envoya son manuscrit. Cette dernière émet l'hypothèse du plagiat de son ouvrage si ce n'est une très forte coïncidence.
Le réalisateur indien Satyajit Ray a relevé en 1982 des ressemblances frappantes avec le scénario de son projet de film The Alien, où un extra-terrestre atterrissant au Bengale devient l'ami d'un garçon. L'écrivain de science-fiction Arthur Clarke avait conseillé à Satyajit Ray de poursuivre Spielberg pour plagiat. Ray précise que deux films de Spielberg n'auraient pas été possibles sans le scénario de The Alien : Rencontres du troisième type et E.T.
Par ailleurs, des similarités ont été relevées entre le film de Spielberg et un film québécois, Le Martien de Noël, réalisé par Bernard Gosselin en 1971.
Le visage d’E.T. est inspiré par les visages de Carl Sandburg, d'Albert Einstein et du chat du concepteur d'E.T., Carlo Rambaldi[réf. souhaitée].

### Scénario
Les différents titres des versions de travail d’E.T. ont été « A Boy's Life », « Night Skies » et « E.T. and Me ».
Si Melissa Mathison est la scénariste officielle du film, c'est Steven Spielberg qui a conçu le film. En effet, E.T., l'extra-terrestre est quasi-autobiographique : n'ayant pas d'amis dans son enfance et ses parents s'étant séparés, le jeune Steven, fasciné par les OVNI, s'inventa un ami imaginaire. Aujourd'hui encore, Steven Spielberg affirme que E.T., l'extra-terrestre est son film le plus intime.

### Attribution des rôles
Au départ, Drew Barrymore devait jouer le rôle de Carol-Anne Freeling dans le film Poltergeist ; mais Steven Spielberg, ne la trouvant pas convaincante, la fait remplacer par une amie de Drew, Heather O'Rourke et réécrit en urgence le script d’E.T. afin d'y insérer le rôle — non prévu à l'origine — de Gertie pour sa filleule.[réf. souhaitée]
Lors des auditions pour le rôle d'Elliott, Steven Spielberg présenta au jeune Henry Thomas un soi-disant officiel de la NASA, chargé par le président de prendre l'extra-terrestre que le garçon cachait dans sa maison. La sincérité de l'enfant pleurant vraiment émut Spielberg, qui l'engagea sur-le-champ.
L'acteur Harrison Ford aurait dû apparaître dans le film, dans le rôle du directeur de l'école d'Elliott. Elliott, après avoir été expulsé, apparemment saoul, de sa classe après avoir fait s'échapper toutes les grenouilles des élèves, était conduit chez le directeur par l'infirmière. Cette dernière était interprétée par Melissa Mathison, la scénariste du film et, à l'époque, la compagne d'Harrison Ford. Mais celle-ci se trouva si mauvaise qu'elle demanda au réalisateur de ne pas conserver la séquence, qui n'était pas nécessaire au film. On peut cependant la découvrir dans les bonus de l'édition spéciale et la novélisation écrite par le romancier William Kotzwinkle qui publie également, deux ans après la sortie du film, une suite basée sur une idée de Spielberg : La Planète verte.[réf. souhaitée]

### Tournage
Le tournage a lieu de septembre à novembre 1981 (et janvier et février 1982 pour des scènes additionnelles). Il se déroule dans les Laird international studios de Culver City (Californie), Porter Ranch (en), Sunland-Tujunga, Crescent City.
E.T., l'extra-terrestre est un des rares films à être tourné intégralement dans l'ordre du scénario, afin de permettre aux jeunes acteurs d'être plus sincères dans leurs émotions induites par l'histoire qu'ils découvrent au fur et à mesure, et aussi de s'éviter de trop longues séances de montage.
La deuxième scène du film montre les enfants en train de faire une partie de Donjons et Dragons (boîte de base) chez la mère d'Eliot,. Avant la production du film, Spielberg organisa une session de Donjons et Dragons avec les jeunes acteurs.
La fameuse scène du vol d'Eliott dans les airs à vélo est un hommage au film Miracle à Milan (1951) de Vittorio De Sica et Cesare Zavattini.
En dehors des mouvements complexes de la marionnette animatronique utilisée lors du tournage, quatre personnes sont créditées pour les « mouvements spéciaux » : deux personnes de très petite taille, à savoir les acteurs Tamara De Treaux et Pat Bilon (en) pour les séquences où E.T. est filmé en pied et se déplace sur de longues distances, l'adolescent Matthew DeMeritt né sans jambes pour la séquence où E.T. est saoul et percute le réfrigérateur (il se déplace en fait sur ses mains) et un mime, Caprice Rothe, au début de cette même séquence, lorsque E.T. ouvre la cannette de bière, ce que l'animatronique ne pouvait réussir à l'époque.
La voix d’E.T. est celle de l'actrice Pat Welsh, retravaillée par Ben Burtt.

### Musique
Albums de John Williams
Les Aventuriers de l'arche perdue
(1981) Le Retour du Jedi
(1983)
La musique du film est composée par John Williams, fidèle collaborateur de Steven Spielberg. L'album est édité en juin 1982 par MCA
| Liste des titres | Liste des titres                    | Liste des titres | Liste des titres | Liste des titres | Liste des titres | Liste des titres | Liste des titres | Liste des titres | Liste des titres |
| No               | Titre                               | Durée            |                  |                  |                  |                  |                  |                  |                  |
| ---------------- | ----------------------------------- | ---------------- | ---------------- | ---------------- | ---------------- | ---------------- | ---------------- | ---------------- | ---------------- |
| 1.               | Three Million Light Years from Home | 2:57             |                  |                  |                  |                  |                  |                  |                  |
| 2.               | Abandoned and Pursued               | 2:58             |                  |                  |                  |                  |                  |                  |                  |
| 3.               | E.T. and Me                         | 4:49             |                  |                  |                  |                  |                  |                  |                  |
| 4.               | E.T.'s Halloween                    | 4:07             |                  |                  |                  |                  |                  |                  |                  |
| 5.               | Flying                              | 3:20             |                  |                  |                  |                  |                  |                  |                  |
| 6.               | E.T. Phone Home                     | 4:18             |                  |                  |                  |                  |                  |                  |                  |
| 7.               | Over the Moon                       | 2:06             |                  |                  |                  |                  |                  |                  |                  |
| 8.               | Adventure on Earth                  | 15:06            |                  |                  |                  |                  |                  |                  |                  |
| 39:41            |                                     |                  |                  |                  |                  |                  |                  |                  |                  |

## Accueil

### Critique
Lorsque le film est projeté à la cérémonie de clôture du festival de Cannes 1982, personne ou presque n'est au courant que Steven Spielberg avait travaillé sur ce film[pas clair]. Cela n'empêche pas le film d'enthousiasmer les critiques, le public et les collègues de Steven Spielberg, au point que George Lucas déclare à la fin de la projection : « C'est vraiment extraordinaire. Il va exploser le box-office. Je suis sûr qu’E.T. battra sans problème Star Wars ».[réf. souhaitée]
De fait, E.T., l'extra-terrestre est en tête du box-office mondial pendant onze ans d'affilée, avant d'être détrôné par un autre film de Steven Spielberg : Jurassic Park.[réf. souhaitée]
Dans son Dictionnaire du cinéma, Jacques Lourcelles juge que le film présente sur le plan du style « un net affadissement » par rapport aux films précédents de Spielberg, « la lourdeur, la lenteur du récit » étant en outre accentuées par « l'excrécrable musique » de John Williams. Selon Lourcelles, avec E.T., Spielberg, autrefois maître de la cruauté et du malaise dans Duel, « est en passe de devenir un maître de la mièvrerie, de l'angélisme et de la bonne conscience ».

### Box-office

#### Exploitation aux États-Unis et à l'international
E.T., l'extra-terrestre est présenté en avant-première à Houston, au Texas, où il a reçu des notes élevées de la part des spectateurs. Le film est présenté pour la première fois à la cérémonie de clôture du Festival de Cannes le 26 mai 1982, avant de sortir en salles aux États-Unis le 11 juin 1982. Il démarre en première place du box-office américain avec un montant brut de 11 millions de dollars et est resté au sommet du box-office pendant six semaines ; il a ensuite oscillé entre la première et la deuxième place jusqu'en octobre, avant de revenir à la première place pour la dernière fois en décembre lors d'une brève réédition des fêtes de fin d'année. Lors de son deuxième week-end, il a enregistré le deuxième week-end le plus rentable de tous les temps, dépassant le record de 10 765 687 $ établi par Superman II en 1981. Lors de son quatrième week-end, il a enregistré le week-end le plus rentable de tous les temps, dépassant le record de 16 706 592 $ établi plus tôt cette année-là par Rocky III. Il a eu un record de huit week-ends avec un montant brut de plus de 10 millions de dollars, un exploit qui n'a pas été égalé jusqu'à Maman, j'ai raté l'avion (1990) et a établi un record de l'ère moderne pour être numéro un pendant 16 semaines au total. En fin d'exploitation, E.T., l'extra-terrestre cumule 123 millions d'entrées sur le sol américain.
Le film commence sa diffusion internationale en Australie le 26 novembre 1982 et a rapporté 839 992 $ au cours de ses 10 premiers jours dans neuf salles, établissant cinq records hebdomadaires et 43 records quotidiens. En Afrique du Sud, le film sort fin novembre et a rapporté 724 340 $ en huit jours sur 14 écrans, établissant ainsi 13 sommets hebdomadaires. En France, le long-métrage sort le 1er décembre 1982, le film a réalisé 930 000 entrées sur ses cinq premiers jours sur 250 écrans, établissant ainsi à Paris le record absolu du plus grand nombre d'entrées quotidiennes (samedi 4 décembre). Au Japon, où il sort le 4 décembre, il rapporte 1 757 527 $ en deux jours dans 35 cinémas répartis dans 11 villes, établissant 10 records maison samedi et 14 le dimanche. Au Royaume-Uni, il fait ses débuts au cinéma le 9 décembre après une représentation caritative à Londres et a rapporté un montant record d'un million de livres lors de son week-end d'ouverture. Le film a obtenu 138 écrans supplémentaires au Japon le 11 décembre, avec des ventes anticipées de 1,3 million de tickets.Il est ensuite sorti aux Philippines en janvier 1983. En Finlande, en Norvège et en Suède, le film avait des classements de limite d'âge minimum de 8, 12 et 11 ans, respectivement, tandis que le Danemark n'avait pas de limite d'âge minimum. Il y avait des Suédois qui étaient opposés à la limite d'âge.
En 1983, E.T. a dépassé Star Wars pour devenir le film le plus rentable de tous les temps. À la fin de son exploitation en salles, il a rapporté 359 millions de dollars aux États-Unis et au Canada et 619 millions de dollars dans le monde,. Le site Box Office Mojo estime que le film a vendu plus de 120 millions de billets lors de sa première sortie en salles aux États-Unis. Spielberg gagnait 500 000 $ par jour grâce à sa part des bénéfices,, tandis que les bénéfices de The Hershey Company ont augmenté de 65 % en raison du placement important de Reese's Pieces dans le film. Le « Official E.T. Fan Club » proposait des photographies, un bulletin d'information permettant aux lecteurs de « revivre les moments inoubliables du film [et] les scènes préférées », ainsi qu'un disque vinyle avec « téléphone maison » et d'autres extraits sonores.
Le film a également été un succès commercial, avec des poupées vendues à 15 millions d'unités en septembre 1982 et devenant le jouet le plus vendu pendant cette période de Noël. E.T. a généré plus d'un milliard de dollars de ventes de marchandises en 1998. À la suite du succès du film, Kuwahara, la société qui a créé les vélos BMX présentés dans le film, a commencé à produire des modèles « E.T. » rouges et blancs. en trois niveaux de prix et de qualité. Kuwahara a réédité le modèle E.T. en 2002, dans le cadre du 20e anniversaire du film, et de nouveau en 2022 dans le cadre du 40e anniversaire du film.
Le film a connu deux ressorties en salles en 1985 et 2002, gagnant respectivement 60 millions de dollars et 68 millions de dollars supplémentaires, pour un total mondial de 792 millions de dollars, dont 435 millions de dollars des États-Unis et du Canada. Il détenait le record mondial jusqu'à ce qu'il soit dépassé par un autre film de Spielberg, Jurassic Park, en 1993, bien qu'il ait réussi à conserver le record des États-Unis et du Canada pendant encore quatre ans, jusqu'à la sortie de l'Édition spéciale de Star Wars.
Il est ressorti en IMAX le 12 août 2022 aux États-Unis et au Canada, pour commémorer le 40e anniversaire du film, aux côtés d'une réédition IMAX et RealD 3D d'un autre film de Spielberg, Les Dents de la mer, prévue pour le 2 septembre. Jim Orr, président de la distribution d'Universal a fait remarquer : « Aucun cinéaste, il est juste de le dire, n'a eu un impact plus grand ou plus durable sur le cinéma américain ou n'a créé des souvenirs cinématographiques plus indélébiles pour des dizaines de milliards de personnes dans le monde. Nous ne pouvions pas imaginer une manière plus parfaite de célébrer le anniversaire d'E.T. et du premier blockbuster estival d'Universal-Spielberg, Les Dents de la mer, que de permettre au public de découvrir ces films comme ils n'ont jamais pu le faire auparavant ». La sortie IMAX a rapporté 490 000 $ le premier jour dans 389 cinémas, pour un total sur trois jours de 1,07 million de dollars et un total cumulé de 438 millions de dollars.

#### Exploitation en France
E.T. sort le 1er décembre 1982 dans les salles françaises et totalise 1 199 355 entrées, ce qui lui permet de prendre la première place du box-office la semaine de sa sortie. Sur Paris, où il est diffusé dans 55 salles, le film de Spielberg prend la première place la semaine de sa sortie avec 380 033 entrées. Le long-métrage reste en tête du box-office tout le mois de décembre en restant en stable sur sa fréquentation en salles, pour totaliser 4 176 031 entrées depuis le début de son exploitation en salles. Au début de l'année 1983, E.T. poursuit son succès en France en atteignant les 5 millions d'entrées. Après six semaines en tête du box-office français, E.T. est délogé la première place par Le Ruffian la semaine du 12 janvier 1983. Malgré une baisse de sa fréquentation en salles, le film parvient à rester en deuxième place du box-office, tout en atteignant les 6 millions d'entrées depuis sa sortie, jusqu'à la fin du mois de janvier 1983. E.T. reste dans le top 5 en février 1983, où il atteint les 7 millions d'entrées ce mois-ci et dans le top 10 jusqu'en mars de la même année. Il fait sa dernière apparition dans le top 30 hebdomadaire la semaine du 20 avril 1983 à la 28e place, avec 17 877 entrées, pour un total de 7 626 386 entrées. Avec 7 864 204 entrées durant sa première année d'exploitation, E.T. se hisse à la première place du box-office annuel des films sortis en 1982, pour finir avec 7 881 332 entrées.
La ressortie en salles de E.T. le 17 décembre 1986 lui permet d'atteindre les 8 millions d'entrées, avec une 7e place au box-office la semaine de la ressortie avec 188 531 entrées. La fréquentation connaît une légère hausse durant des fêtes de fin d'année avant de quitter le top 30 à la mi-janvier 1987 avec un cumul de 8 534 137 entrées, pour revenir à la fin du mois en bas du top 30 hebdomadaire et brièvement en février. Cette ressortie totalise 813 363 entrées sur une année d'exploitation, lui permettant de se classer en 47e place du box-office annuel des films sortis ou ressortis en 1986, pour atteindre 1 052 643 entrées en fin d'exploitation, atteignant la 36e place du box-office annuel de 1986.
E.T. connaît une troisième reprise en salles, mais dans sa version édition spéciale, qui sort le 3 avril 2002 dans 396 salles. La semaine de sa sortie, il occupe la 4e place du box-office avec 181 620 entrées. Le film reste cinq semaines dans le top 20 hebdomadaire et finit son exploitation avec 481 911 entrées, permettant au film de cumuler 9 415 886 entrées toutes exploitations confondues.
Avec 9 902 880 entrées cumulées entre sa première exploitation en salles et les nombreuses ressorties, dont celle récente de septembre 2022, le film se hisse à la 32e place du box office all-time selon le CNC des longs-métrages sortis en France depuis 1945 jusqu'en 2023.

## Distinctions

### Récompenses
- Los Angeles Film Critics Association Awards 1982 : Meilleur film et Meilleur réalisateur (Steven Spielberg)
- Oscars 1983 :
  - Meilleure musique originale : John Williams
  - Meilleur son : Robert Knudson, Robert Glass, Don Digirolamo, Gene S. Cantamessa
  - Meilleurs effets spéciaux : Carlo Rambaldi, Dennis Muren, Kenneth Smith (en)
  - Meilleur mixage : Charles L. Campbell, Ben Burtt
- Saturn Awards 1983 :
  - Meilleur film de science-fiction
  - Meilleur scénario : Melissa Mathison
  - Meilleurs effets spéciaux : Carlo Rambaldi, Dennis Muren
  - Meilleure musique : John Williams
  - Meilleure affiche : John Alvin
- Japan Academy Prize 1983 : Meilleur film étranger et Meilleure interprétation (E.T.)
- BAFTA Awards 1983 : Meilleure musique (John Williams)
- Blue Ribbon Awards 1982 : Meilleur film en langue étrangère
- Boston Society of Film Critics Awards 1983 :
  - Meilleur film
  - Meilleur réalisateur : Steven Spielberg
  - Meilleure photographie : Allen Daviau
- Prix Círculo de Escritores Cinematográficos 1983 : Meilleur film étranger
- Prix David di Donatello 1983 : Meilleur film étranger
- Fotogramas de Plata 1983 : Meilleur film étranger
- Golden Globes 1983 :
  - Meilleur film dramatique
  - Meilleure musique pour un film : John Williams
- Goldene Leinwand 1983* Grammy Awards 1983 : Meilleur album de musique de film (John Williams)
- Kansas City Film Critics Circle Awards 1983 : Meilleur film et Meilleur réalisateur (Steven Spielberg)
- Kinema Junpo Awards 1983 : Meilleur film étranger
- Golden Reel Award 1983 : Meilleur mixage
- National Society of Film Critics Awards 1983 : Meilleur réalisateur (Steven Spielberg)
- People's Choice Awards 1983 : Film préféré des américains
- Prix Sant Jordi du cinéma 1983 : Meilleur film pour enfants (Steven Spielberg)
- Writers Guild of America Awards 1983 : Meilleur scénario original (Melissa Mathison)
- Young Artist Awards 1983 :
  - Meilleur film familial
  - Meilleur jeune acteur : Henry Thomas
  - Meilleur jeune acteur dans un second rôle : Robert MacNaughton
  - Meilleure jeune actrice dans un second rôle : Drew Barrymore
- Saturn Awards 2003 : Meilleure édition DVD d'un classique
- Le film est sélectionné par le National Film Preservation Board pour figurer dans le National Film Registry en 1994.
- Steven Spielberg et Kathleen Kennedy sont entrés dans le Hall of Fame de la Guilde des producteurs américains en 2000 pour la production de ce film.

### Nominations
- Oscars 1983 :
  - Meilleur film
  - Meilleur réalisateur : Steven Spielberg
  - Meilleur scénario original : Melissa Mathison
  - Meilleure photographie : Allen Daviau
  - Meilleur montage : Carol Littleton
- Saturn Awards 1983 :
  - Meilleur acteur : Henry Thomas
  - Meilleure actrice dans un second rôle : Dee Wallace
  - Meilleur réalisateur : Steven Spielberg
- Eddie Awards : Meilleur montage (Carol Littleton)
- BAFTA Awards 1983 :
  - Meilleur film
  - Meilleure réalisation : Steven Spielberg
  - Meilleur acteur débutant dans un rôle principal : Henry Thomas
  - Meilleure actrice débutante dans un rôle principal : Drew Barrymore
  - Meilleur scénario : Melissa Mathison
  - Meilleure photographie : Allen Daviau
  - Meilleure direction artistique : James D. Bissell
  - Meilleur montage : Carol Littleton
  - Meilleur son : Charles L. Campbell, Gene S. Cantamessa, Robert Knudson, Robert Glass, Don Digirolamo
  - Meilleurs effets spéciaux : Dennis Muren, Carlo Rambaldi
  - Meilleurs maquillages : Robert Sidell
- César 1983 : Meilleur film étranger
- Directors Guild of America Award 1983 : Meilleur réalisateur (Steven Spielberg)
- Golden Globes 1983 :
  - Meilleur acteur débutant : Henry Thomas
  - Meilleur réalisateur : Steven Spielberg
  - Meilleur scénario : Melissa Mathison
- Prix Hugo 1983 : Meilleur film dramatique
- Golden Trailer Awards 2002 : Meilleur film familial

### Hommages
- Le film est inclus dans la liste des 250 meilleurs films de tous les temps sur le site Allociné.fr[69].
- Le film fait partie de la Liste du BFI des 50 films à voir avant d'avoir 14 ans établie en 2005 par le British Film Institute, intégrant même le top 10 de cette liste.

## Scènes coupées

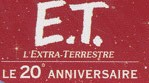
Logo du film pour la ressortie du film, à l'occasion du 20e anniversaire.

Le film est ressorti en salles pour son 20e anniversaire. À cette occasion, il a subi quelques changements :
- Lorsqu’E.T. fuit l'équipe de Keys au début du film, on le voit désormais courir tandis que la version originale ne montrait que la lueur de sa poitrine avancer rapidement (en fait une lumière montée sur un wagonnet). De plus, on peut le voir s'arrêter de courir lorsqu'il aperçoit son vaisseau quitter la planète puis continuer son chemin vers la ville ;
- une nouvelle scène montre E.T. et Elliot dans la salle de bains. Cette scène n'est pas retenue en 1982 car Spielberg avait jugé insuffisante la qualité des effets spéciaux de l'époque ;
- pour un certain nombre de scènes incluant E.T. tout au long du film, les mouvements de ses lèvres ainsi que certaines de ses expressions faciales sont améliorés par ordinateur ;
- une phrase prononcée par la mère est modifiée : le mot « terroriste » est remplacé par « baba-cool » ;
- la séquence d'Halloween est plus longue ;
- les armes des policiers et des agents gouvernementaux poursuivant E.T. et Elliot sont remplacées par des talkies-walkies ;

Ces changements sont dénoncés par Trey Parker et Matt Stone dans l'épisode satirique de South Park Bérets gratos (saison 6, épisode 9).
Il faut préciser que le réalisateur est influencé par son ami George Lucas qui réalise également des changements lors des rééditions des épisodes IV, V et VI de Star Wars (sortis entre 1977 et 1983) en 1997 et 2004 (pour être en raccord avec les épisodes I, II et III sortis entre 1999 et 2005 tout en remettant au goût du jour).
Cette nouvelle version fut cependant contestée par certains fans, reprochant à Steven Spielberg d'avoir retouché le classique qu'ils aiment tant. Selon les dires de la productrice Kathleen Kennedy, le réalisateur, marqué notamment par la fusillade de Columbine de 1999 et les attentats du 11 septembre 2001 (raisons pour laquelle il avait fait remplacer des armes par des talkies), a sorti cette édition spéciale avec les meilleures intentions.
Dans une interview de juin 2012, Spielberg confie regretter les changements de l'Édition spéciale de 2002, estimant qu'une œuvre doit être acceptée telle qu'elle a été conçue. Il conseillerait désormais aux gens n'ayant jamais vu le film de regarder la version cinéma originale de 1982. C'est pour cette raison que seule la version originale est désormais proposée sur les rééditions en DVD et en Blu-ray.

## Autour du film

Le logo d'Amblin Entertainment, montrant le vélo volant d'Elliott et E.T., comme vus dans le film.

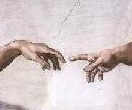
Détail de La Création d'Adam de Michel-Ange, qui a inspiré l'affiche du film ; l'index de Dieu (à droite) rejoint celui d'Adam (à gauche).

- Les tournages de E.T. et Poltergeist se déroulant en même temps dans le même studio, à quelques mètres de distance l'un de l'autre, Steven Spielberg se déplace régulièrement d'un tournage à l'autre.
- La société Mars interdit à la production d'utiliser des bonbons M&M's, donnant ainsi une opportunité à la compagnie concurrente Hershey d'imposer ses bonbons Reese's.
- Ce film permet à Steven Spielberg de créer sa société de production, Amblin Entertainment dont le logo est le vélo d'Elliott avec E.T.
- L'affiche du film s'inspire de la fresque La Création d'Adam de Michel-Ange.
- Ce film lance la carrière de l'actrice Drew Barrymore, alors âgée de 6 ans. Elle avait néanmoins déjà joué dans Au-delà du réel en 1980, et dans deux téléfilms, Bogie (1980) et Suddenly, Love (1978).
- Il lance aussi celle de Henry Thomas, qui avait joué auparavant dans L'Homme dans l'ombre en 1981. C'est également la première apparition de l'actrice Erika Eleniak.

## E.T.dans la culture populaire

### Liens avec la sagaStar Wars
Le film présente deux clins d'œil de Steven Spielberg à son ami George Lucas et à sa saga Star Wars :
- une scène dans laquelle Elliott montre à E.T. des figurines représentant des personnages de Star Wars (Greedo, Hammerhead (Momaw Nadon), Walrus Man, Snaggletooth, Lando Calrissian et Boba Fett)[74] ;
- une scène dans laquelle Elliot, Michael et E.T. déguisés en fantôme croisent dans la rue un enfant déguisé en Yoda pour la fête d'Halloween[75],[74].

Dans la chambre d'Elliott et Michael, on aperçoit aussi en arrière-plan plusieurs jouets à l'effigie de vaisseaux de Star Wars.
George Lucas ajoutera en caméo un groupe de trois individus à l'image d’E.T., lors d'une séance du Sénat galactique, dans Star Wars, épisode I : La Menace fantôme (1999). En 2025, un des congénères d'E.T. apparait également dans l'épisode 10 de la saison 2 de la série Andor, série faisant partie l'univers de Star Wars. 
Depuis, l'espèce d’E.T. est d'abord nommée Children of the Green Planet (« Enfants de la Planète Verte ») dans la nouvelle E.T: The Book of the Green Planet, puis officialisée comme faisant partie de l'univers Star Wars, sous le nom « d’Asogiens », venant d'une planète nommée Brodo Asogi, dans le secteur Perinn de la Bordure Extérieure de la Galaxie où se déroule l'histoire de Star Wars. L'un des trois sénateurs de cette espèce s'appelle Grebleips (Spielberg écrit à l'envers).

### Autres clins d'œil et parodies

#### La scène devant la lune
- Dans le film Y a-t-il un flic pour sauver le président ? (1991), le faux Dr Meinheimer traverse une fenêtre en fauteuil roulant et passe devant la Lune durant sa chute, volant à la manière de la scène culte d’E.T.
- Dans le film Last Action Hero (1993), Danny Madigan esquive la voiture de Benedict et vole vers le ciel, volant à la manière de la scène culte d'E.T., avant de traverser une maison et tomber sur le trottoir.
- Dans le film Le Retour de la momie (2001), on voit le dirigeable de Rick O'Connell passer devant la Lune, à la manière de la scène culte d'E.T., à la 58e minute.
- Dans la série Ma famille d'abord (2001-2005), Kady vole sur son vélo devant la Lune, volant à la manière de la scène culte d’E.T., avec son vélo et la peluche d’E.T. dans son panier.
- Dans le film Taxi 4 (2007), pour permettre au commissaire Gibert d'infiltrer la villa des bandits, Alain monte le trampoline à puissance maximale, ce qui a pour effet de faire décoller Gibert qui passe devant la Lune, à la manière de la scène culte d’E.T..
- Dans le film Tous à l'Ouest (2008), les Dalton fuient la police à bord d'un tramway à vapeur ; en tentant de s'échapper, ils décollent dans les airs et passent devant la Lune avec le tramway, à la manière de la scène culte d’E.T..
- Une scène de la cérémonie des Jeux Olympiques de Londres de 2012, montre un vélo volant à la manière de la scène culte d’E.T..
- À la fin de l'épisode de C'est pas sorcier sur la vie extraterrestre, on voit le camion de l'émission voler devant la Lune, à la manière de la scène culte d’E.T..
- Dans le film Brice 3 (2016), on peut voir Brice à bord d'un deux roues passer devant la Lune à la manière de la scène culte d’E.T..
- Dans l'émission Les Guignols de l'info, un sketch montre la marionnette caricaturant Johnny Hallyday passant devant la Lune sur une moto volante, à la manière de la scène culte d’E.T.

#### Autres références
- Dans Y a-t-il enfin un pilote dans l'avion ? de Ken Finkleman (1982), au début du film, à l'aéroport de Los Angeles, des voyageurs téléphonent depuis des cabines publiques et l'image s'arrête sur la célèbre main d’E.T. qui prend un combiné et compose le numéro du standard. On entend l'extraterrestre prononcer sa célèbre phrase « Téléphone maison », et l'opératrice lui répondre « Mettez six millions de dollars pour les trois premières minutes » ; puis la main d’E.T. raccroche le combiné.
- Le film Mac et moi (Mac and Me) de Stewart Raffill (1988) est une parodie d’E.T. : l'histoire décrit un extraterrestre nommé Mac (pour Mysterious Alien Creature) qui a échappé à des scientifiques de la NASA et qui se lie d'amitié avec un jeune garçon dans un fauteuil roulant. Ensemble, ils essaient de trouver la famille de Mac, dont il a été séparé.
- Dans le film d'animation Mickey, il était une fois Noël (1999) : Donald et ses neveux Riri, Fifi et Loulou crient nez à nez à la manière d'E.T. et Gertie.
- Dans l’épisode 14 de la sixième saison de la sitcom Friends, Celui qui ne pouvait pas pleurer (2000), Monica, Phoebe, Chandler et Joey regardent le film.
- Dans le jeu vidéo Banjo-Tooie (2000), Kazooie demande à des extraterrestres si leur problème n'est pas de « téléphoner » chez eux (comme E.T.). Ceux-ci répondent qu'ils ont un portable pour ça.
- Le film Koi... Mil Gaya de Rakesh Roshan (2003) (clone du cinéma indien de Bollywood) est une parodie d’E.T. et d’Alien.
- Dans le film d'animation Le Roi Lion 3 (2004), Timon et Pumbaa crient l'un après l'autre lors de leur première rencontre à la manière d'E.T. et Gertie.
- Dans la série télévisée d'animation Les Simpson, le 5e épisode de la saison 19, Simpson Horror Show XVIII (2007) est une parodie d’E.T. : Bart et Lisa Simpson aident un extraterrestre nommé Kodos à obtenir des objets pour retourner sur sa planète, mais les intentions de l'extraterrestre sont plus dangereuses qu'on ne le croit.
- Dans la série d'animation Sonic Boom, au début de l'épisode 49 intitulé Interdit aux robots (2015), à la suite de la bourrasque déclenchée par le ventilateur de Tails, Sticks sauve Amy en la mettant dans le panier d'un vélo et on peut voir un clin d'œil de la scène du vélo volant d’E.T..
- Dans le film d'animation Shaun le mouton : La ferme contre-attaque (2019), Shaun et Lu-La crient l'un après l'autre lors de leur première rencontre à la manière d'E.T. et Gertie.
- En 2019, à l'occasion d'un clip publicitaire de quatre minutes dénommé A Holiday Reunion, réalisé pour le compte du groupe de médias américain Comcast, Eliott, toujours interprété par Henry Thomas retrouve son ami extra-terrestre, venu lui rendre une simple visite, 37 ans après leur première rencontre, alors que cet homme est devenu père de famille et qu'il prépare la fête de Noël en compagnie de ses deux enfants[76],[77].

## Produits dérivés
Il existe une attraction et un magasin rattaché à Universal Studio Orlando, en Floride. L'attraction de type Dark Ride fait voyager le visiteur à travers l'univers du film. Elle fait également découvrir la planète d’E.T. et de ses congénères.

### Romans et nouvelles
- William Kotzwinkle, E.T., l'extra-terrestre, J'ai lu, 1982 (novélisation)
- William Kotzwinkle, E.T. : La Planète verte, J'ai lu, 1985 (suite du film)

### Jeu de société
- E. T. the Extra-Terrestrial (1982) (édité par Parker Brothers. De 2 à 4 joueurs pour une durée moyenne de dix minutes). Le but est de réunir le nombre d'éléments nécessaire pour « appeler la maison » avant les autres.

### Jeux vidéo
- 1982 : E.T. the Extra-Terrestrial sur Atari 2600 (publié par Atari le 6 septembre 1982)
- 1983 : E.T.: Phone Home! sur Atari 400/Atari 800/XL/XE[78],[79],[80],[81],[82] (publié par Atari en décembre 1983)
- 2001 : E.T.: Digital Companion sur Game Boy
- 2001 : E.T. l'extra-terrestre : Le 20e anniversaire sur Game Boy Advance
- 2001 : E.T. the Extra-Terrestrial: Escape from Planet Earth sur Game Boy
- 2002 : E.T. the Extra-Terrestrial: Search for Dragora sur GameCube
- 2002 : E.T. the Extra-Terrestrial and the Cosmic Garden sur Game Boy
- 2016 : E.T. Fun Pack, pour Lego Dimensions

### Figurines
Pour célébrer les quarante ans du film, Funko annonce une série de figurines POP à l'effigie d'Elliot, E.T. et Gertie

## Documentaire
- 2022 : "E.T.", un blockbuster intime réalisé par Clélia Cohen et Antoine Coursat[84].